# Sunlight Productions
Sunlight Productions é uma produtora de filmes de comédia e projetos para televisão fundada pelo escritor, diretor e ator Mike Binder e seu irmão Jack Binder. Juntos, eles têm produzido, escrito e dirigido quase uma dúzia de filmes e conceitos de televisão a partir do roteiro para a tela, e tem vários outros em desenvolvimento.

## Filmes
- Fourplay (2001)
- The Search for John Gissing (2001)
- The Upside of Anger (2005)
- Man about Town (2006)
- Reign Over Me (2007)
- Esquecendo o Futuro (2007)
- Don't Fall Down a School (2013)